# Ishikawaïta
L'ishikawaïta és un mineral de la classe dels òxids que pertany al grup de la samarskita. Va ser descrita originàriament l'any 1922 per Yuji Shibata i Kenjiro Kimura com a YNbO₄. L'espècie va ser redefinida l'any 1999 a (U,Fe)NbO₄.

## Característiques
L'ishikawaïta és un òxid de fórmula química (U,Fe,Y)NbO₄. Cristal·litza en el sistema monoclínic. La seva duresa a l'escala de Mohs es troba entre 5 i 6.
Segons la classificació de Nickel-Strunz, l'ishikawaïta pertany a «04.DB - Metall:Oxigen = 1:2 i similars, amb cations de mida mitjana; cadenes que comparteixen costats d'octàedres» juntament amb els següents minerals: argutita, cassiterita, plattnerita, pirolusita, rútil, tripuhyita, tugarinovita, varlamoffita, byströmita, tapiolita-(Fe), tapiolita-(Mn), ordoñezita, akhtenskita, nsutita, paramontroseïta, ramsdel·lita, scrutinyita, ixiolita, samarskita-(Y), srilankita, itriorocolumbita-(Y), calciosamarskita, samarskita-(Yb), ferberita, hübnerita, sanmartinita, krasnoselskita, heftetjernita, huanzalaïta, columbita-(Fe), tantalita-(Fe), columbita-(Mn), tantalita-(Mn), columbita-(Mg), qitianlingita, magnocolumbita, tantalita-(Mg), ferrowodginita, litiotantita, litiowodginita, titanowodginita, wodginita, ferrotitanowodginita, wolframowodginita, tivanita, carmichaelita, alumotantita i biehlita.

## Formació i jaciments
Va ser descoberta l'any 1992 a les pegmatites d'Ishikawa-gun, a la prefectura de Fukushima, Regió de Tohoku (Japó), on sol trobar-se associada a altres minerals com: samarskita-(Y), quars i columbita-(Fe).